# De harem van Urbanus
De harem van Urbanus is het 47ste album in de Belgische stripreeks De avonturen van Urbanus uit 1994. Het album werd getekend door Willy Linthout op het vlak van scenario werd hij bijgestaan door Urbanus zelf.

## Verhaal
Urbanus bezoekt in de hemel zijn overleden vriendinnetje Oktaviëtte. God zegt hem achteraf dat hij pas binnen 50 jaar haar nog eens terug mag bezoeken. Urbanus vindt dit veel te lang en besluit zich te vermommen als een oude man en als extra bewijsmateriaal een Druivelaarkalender te vervalsen. Eerst gelooft God hem, maar dan ontdekt hij het bedrog en wordt Urbanus voor eeuwig uit de hemel verbannen. Urbanus is echter al gedesillusioneerd omdat hij gezien heeft hoe Oktaviëtte verleid werd door Oliver Hardy.
Hij besluit haar te vergeten en op zoek te gaan naar een nieuwe partner. Eerst maakt hij gebruik van contactvideo's, maar stuit enkel op vriendinnetjes met wie hij al eens samen is geweest. Hij stapt hierop in de seksindustrie en richt een peepshow op. Aan het einde van het album ontdekt Oktaviëtte wat er gaande is en vertelt Urbanus dat ze niet op Hardy's avances is ingegaan. God staat Urbanus opnieuw toe op regelmatiger basis naar de hemel te komen.

## Culturele verwijzingen
- De Druivelaar is een Vlaams kalendermerk dat als sinds 1915 bestaat en behalve weerspreuken ook bekend is om haar mopjes op de achterzijde. Dit is ook het eerste wat God nakijkt als Urbanus Hem de kalender toont. Wanneer Hij dan de mop leest concludeert Hij: "Hmm, op basis van de flauwheid van de mop moet het wel authentiek zijn."
- Oktaviëtte wordt verleid door Oliver Hardy, de dikke komiek van het komische duo Laurel en Hardy.
- Een van Urbanus' pogingen om vrouwen te verleiden houdt in dat hij verschillende bekende voorwerpen uit de Kuifjealbums gebruikt, zoals de vaas uit De Blauwe Lotus, de mummies uit De sigaren van de farao en de raket uit Raket naar de maan.